# 24 uur van Daytona 1970
De 24 uur van Daytona 1970 was de 9e editie van deze endurancerace. De race werd verreden op 1 en 2 februari 1970 op de Daytona International Speedway nabij Daytona Beach, Florida.
De race werd gewonnen door de J. W. Engineering #2 van Pedro Rodríguez, Leo Kinnunen en Brian Redman. Voor Rodríguez was het zijn derde Daytona-zege, waarmee hij het record van Ken Miles en Lloyd Ruby verbrak. Kunninen en Redman behaalden allebei hun eerste overwinning. De P-klasse werd gewonnen door de North American Racing Team #24 van Sam Posey en Mike Parkes. De GT+2.0-klasse werd gewonnen door de Owens Corning Fibreglass #7 van Jerry Thompson en John Mahler. De T+2.0-klasse werd gewonnen door de Bob Mitchell #12 van Bob Mitchell en Charlie Kemp. De GT2.0-klasse werd gewonnen door de Ralph Meaney #74 van Ralph Meaney, Gary Wright en Bill Bean. De T2.0-klasse werd gewonnen door de Del Russo Taylor #48 van Del Russo Taylor en Hank Sheldon.

## Race
Winnaars in hun klasse zijn vetgedrukt.
| Pos. | Klasse | No. | Team                           | Coureurs                                            | Chassis              | Ronden |
| ---- | ------ | --- | ------------------------------ | --------------------------------------------------- | -------------------- | ------ |
| 1    | S      | 2   | J. W. Engineering              | Pedro Rodríguez Leo Kinnunen Brian Redman           | Porsche 917K         | 724    |
| 2    | S      | 1   | J. W. Engineering              | Jo Siffert Brian Redman                             | Porsche 917K         | 679    |
| 3    | S      | 28  | Ferrari s.p.a.                 | Mario Andretti Arturo Merzario Jacky Ickx           | Ferrari 512 S        | 676    |
| 4    | P      | 24  | North American Racing Team     | Sam Posey Mike Parkes                               | Ferrari 312 P Coupe  | 647    |
| 5    | P      | 23  | North American Racing Team     | Tony Adamowicz David Piper                          | Ferrari 312 P Coupe  | 632    |
| 6    | GT+2.0 | 7   | Owens Corning Fibreglass       | Jerry Thompson John Mahler                          | Chevrolet Corvette   | 608    |
| 7    | S      | 21  | North American Racing Team     | Gregg Young Luigi Chinetti jr.                      | Ferrari 250 LM       | 603    |
| 8    | S      | 18  | William Wonder Inc.            | William Wonder Ray Cuomo                            | Ford GT40            | 579    |
| 9    | P      | 40  | Gregg Loomis                   | Gregg Loomis Bert Everett                           | Porsche 906E         | 573    |
| 10   | P      | 33  | Matra Sports                   | François Cevert Jack Brabham                        | Matra-Simca MS650    | 565    |
| 11   | GT+2.0 | 89  | Cliff Gottlob                  | Cliff Gottlob Dave Dooley                           | Chevrolet Corvette   | 545    |
| 12   | T+2.0  | 12  | Bob Mitchell                   | Bob Mitchell Charlie Kemp                           | Chevrolet Camaro     | 535    |
| 13   | GT+2.0 | 6   | Owens Corning Fibreglass       | Tony DeLorenzo Dick Lang                            | Chevrolet Corvette   | 534    |
| 14   | GT2.0  | 74  | Ralph Meaney                   | Ralph Meaney Gary Wright Bill Bean                  | Porsche 911S         | 533    |
| 15   | GT+2.0 | 90  | Or Costanzo                    | Or Costanzo Dave Heinz                              | Chevrolet Corvette   | 521    |
| 16   | T+2.0  | 14  | Ray Cuomo Racing               | Ray Cuomo Bernard Gimbel George Lisberg             | Ford Mustang         | 520    |
| 17   | T+2.0  | 95  | Bruce Behrens Racing           | Mike Brockman John Tremblay                         | Chevrolet Camaro Z28 | 511    |
| 18   | P      | 34  | Matra Sports                   | Jean-Pierre Beltoise Henri Pescarolo                | Matra-Simca MS650    | 509    |
| 19   | T+2.0  | 11  | Laurel Racing                  | Larry Brock Larry Dent                              | Chevrolet Camaro     | 507    |
| 20   | GT2.0  | 78  | Waldron Motors                 | John Belperche Tony Lilly Don Pickett               | MGB                  | 504    |
| 21   | GT2.0  | 79  | Waldron Motors                 | Chris Waldron Lowell Lanier Bill Barros             | MGB                  | 490    |
| 22   | T2.0   | 48  | Del Russo Taylor               | Del Russo Taylor Hank Sheldon                       | Alfa Romeo 1750 GTV  | 478    |
| 23   | T2.0   | 38  | Simone Fleming                 | Paul Fleming Amos Johnson                           | Fiat 124 Sport coupé | 473    |
| 24   | GT2.0  | 76  | Scotty Addison                 | Scotty Addison Erhard Dahm                          | Porsche 911S         | 462    |
| 25   | T+2.0  | 98  | Norberto Mastandrea            | Norberto Mastandrea Smokey Drolet Rajah Rodgers     | Chevrolet Camaro     | 409    |
| 26   | T+2.0  | 83  | Vincent Collins                | Vincent Collins Larry Wilson                        | Ford Mustang         | 407    |
| 27   | P      | 71  | Walle Enterprises              | Ray Walle Bob Speakman                              | TVR Vixen            | 364    |
| DNF  | GT+2.0 | 9   | Mamie Reynolds Gregory         | Don Yenko Bob Grossman                              | Chevrolet Camaro     | 542    |
| DNF  | S      | 25  | North American Racing Team     | Dan Gurney Chuck Parsons                            | Ferrari 512 S        | 464    |
| DNF  | GT+2.0 | 8   | Forma Scientific               | Bob Johnson Robert Johnson Jim Greendyke            | Chevrolet Corvette   | 457    |
| DNF  | S      | 47  | Sports Motors Inc.             | Jim Bandy Fred Stevenson Carl Williams              | Lotus 47             | 442    |
| DNF  | S      | 30  | Squadra Picchio-Rosso          | Corrado Manfredini Gianpiero Moretti                | Ferrari 512 S        | 412    |
| DNF  | P      | 53  | Racing Team AAW                | Hans Laine Gijs van Lennep                          | Porsche 908/02       | 385    |
| DNF  | P      | 43  | William Harris                 | William Harris Richard Lewis                        | Austin-Healey Sprite | 373    |
| DNF  | GT2.0  | 72  | Jacques Duval                  | Jacques Duval Bob Bailey                            | Porsche 911T         | 365    |
| DNF  | T+2.0  | 97  | Preston Hood Chevrolet         | John Elliott Don Gwynne                             | Chevrolet Camaro Z28 | 354    |
| DNF  | S      | 3   | Porsche Konstruktionen KG      | Kurt Ahrens Vic Elford                              | Porsche 917K         | 337    |
| DNF  | GT+2.0 | 34  | Susan Cummings                 | Don Cummings Warren Stumes                          | Shelby GT350         | 327    |
| DNF  | T+2.0  | 15  | Bob Fryer                      | Ed Lowther Bob Nagel                                | Chevrolet Camaro     | 320    |
| DNF  | S      | 20  | North American Racing Team     | Harley Cluxton Gordon Tatum                         | Ferrari 275 GTB/C    | 308    |
| DNF  | S      | 17  | Trevor Graham                  | Piers Forester Andrew Hedges                        | Ford GT40            | 299    |
| DNF  | GT2.0  | 77  | Toad Hall Racing               | Bruce Jennings Bob Tullius                          | Porsche 911T         | 279    |
| DNF  | T2.0   | 88  | Auto Enterprises of Chestnut   | Barry Batchin Dieter Oest                           | Lancia Fulvia HF     | 268    |
| DNF  | T2.0   | 84  | H.C.A.S. Inc.                  | Walter Brown Buzz Marcus Jim Sandman                | BMW 2002             | 257    |
| DNF  | T2.0   | 85  | Robert Whitaker                | Robert Whitaker Richard Krebs Harvey Eckoff         | Volvo 122S           | 243    |
| DNF  | T+2.0  | 92  | Flem-Cor Enterprises           | Donna Mae Mims Jim Corwin Fred Pipen                | Chevrolet Camaro Z28 | 220    |
| DNF  | T+2.0  | 0   | Roger Penske Racing            | Mark Donohue Peter Revson                           | AMC Javelin          | 205    |
| DNF  | P      | 73  | Ring Free Racing Team          | Bobby Rinzler Charles Reynolds                      | Austin-Healey Sprite | 178    |
| DNF  | S      | 22  | North American Racing Team     | Ronnie Bucknum Wilbur Pickett                       | Ferrari 365 GTB/4    | 142    |
| DNF  | T+2.0  | 96  | Takondo Racing                 | Vince Gimondo Chuck Dietrich                        | Chevrolet Camaro Z28 | 130    |
| DNF  | S      | 27  | Ferrari s.p.a.                 | Jacky Ickx Peter Schetty                            | Ferrari 512 S        | 115    |
| DNF  | P      | 16  | Ring Free Racing Team          | Jim Baker Clive Baker                               | Chevron B16          | 108    |
| DNF  | GT+2.0 | 91  | Auto Research Eng.             | Allan Barker John Greenwood Richard Hoffman         | Chevrolet Corvette   | 101    |
| DNF  | S      | 39  | Rainer Brezinka                | Rainer Brezinka Horst Petermann Rudy Bartling       | Porsche 906          | 96     |
| DNF  | S      | 26  | Ferrari s.p.a.                 | Nino Vaccarella Ignazio Giunti                      | Ferrari 512 S        | 89     |
| DNF  | T+2.0  | 93  | Redline Engineering Inc.       | Jim Harrell Len Magner                              | Ford Mustang         | 89     |
| DNF  | P      | 37  | Fred Opert Racing Chevron Cars | Brian Robinson Hugh Kleinpeter Fred Opert           | Chevron B16          | 85     |
| DNF  | S      | 19  | Auto Enterprises of Chestnut   | Francis Grant Ray Heppenstall Buzz Marcus           | Ford GT40            | 82     |
| DNF  | T+2.0  | 66  | Ed Matthews                    | Ed Matthews Don Sesslar Al Weaver                   | Ford Mustang         | 63     |
| DNF  | T2.0   | 86  | Arthur Mollin Racing           | Arthur Mollin Art Riley                             | Volvo 122S           | 54     |
| DNF  | GT2.0  | 70  | Sportade Racing Team           | James Patterson Paul Sanford                        | Porsche 911T         | 29     |
| DNF  | GT+2.0 | 46  | Jack Haywood                   | Claibourne Darden Warren Matzen                     | Shelby GT350         | 26     |
| DNF  | T2.0   | 55  | Don Kearney                    | Don Kearney Richard Roberts Wayne Purdy             | Datsun PL510         | 24     |
| DNF  | S      | 5   | Randy's Auto Body Service      | John Cannon George Eaton                            | Lola T70 Mk.3B GT    | 1      |
| DNF  | P      | 54  | Juan Manuel Fangio             | Carlos Pairetti Alain de Cadenet Jorge Omar del Rio | Porsche 908/02       | 1      |
| DNS  | T+2.0  | 10  | Hewitt Racing                  | Allen Hewitt Pete Ledwith                           | Chevrolet Camaro     | 0      |
| DNS  | P      | 44  | H.R.H. Corp.                   | Steve Pieper Jim McDaniel Jon Krogsund              | Deserter GS          | 0      |
| DNS  | P      | 51  | Escuderia Montjuich            | Juan Fernández José Juncadella                      | Porsche 908/02       | 0      |
| DNS  | S      | 52  | Tony Dean                      | Tony Dean Peter Gregg                               | Porsche 917K         | 0      |
| DNS  | GT2.0  | 75  | Fritz Hochreuter               | Fritz Hochreuter Harry Bytzek                       | Porsche 911          | 0      |

1962 · 1963 · 1964 · 1965 · 1966 · 1967 · 1968 · 1969 · 1970 · 1971 · 1972 · 1973 · 1974 · 1975 · 1976 · 1977 · 1978 · 1979 · 1980 · 1981 · 1982 · 1983 · 1984 · 1985 · 1986 · 1987 · 1988 · 1989 · 1990 · 1991 · 1992 · 1993 · 1994 · 1995 · 1996 · 1997 · 1998 · 1999 · 2000 · 2001 · 2002 · 2003 · 2004 · 2005 · 2006 · 2007 · 2008 · 2009 · 2010 · 2011 · 2012 · 2013 · 2014 · 2015 · 2016 · 2017 · 2018 · 2019 · 2020 · 2021 · 2022 · 2023 · 2024 · 2025